# Championnats du monde d'Ironman 2002
Navigation
Édition précédente Édition suivante
Les championnats du monde d'Ironman 2002 se déroule le 19 octobre 2002 à Kailua-Kona dans l'État d'Hawaï. Ils sont organisés par la World Triathlon Corporation.

## Résultats du championnat du monde

### Hommes
| Pos.     | Temps           | Nom               | Pays             | Détail temps | Détail temps | Détail temps    | Détail temps | Détail temps    |
| Pos.     | Temps           | Nom               | Pays             | Natation     | T1           | Cyclisme        | T2           | Course à pied   |
| -------- | --------------- | ----------------- | ---------------- | ------------ | ------------ | --------------- | ------------ | --------------- |
|          | 8 h 29 min 56 s | Timothy DeBoom    | États-Unis       | 52 min 02 s  | 1 min 06 s   | 4 h 45 min 21 s | 1 min 03 s   | 2 h 50 min 22 s |
|          | 8 h 33 min 06 s | Peter Reid        | Canada           | 53 min 20 s  | 55 s         | 4 h 44 min 15 s | 47 s         | 2 h 53 min 48 s |
|          | 8 h 35 min 34 s | Cameron Brown     | Nouvelle-Zélande | 52 min 13 s  | 56 s         | 4 h 45 min 15 s | 1 min 02 s   | 2 h 56 min 06 s |
| 4        | 8 h 36 min 59 s | Thomas Hellriegel | Allemagne        | 53 min 23 s  | 1 min 34 s   | 4 h 34 min 52 s | 1 min 20 s   | 3 h 05 min 47 s |
| 5        | 8 h 38 min 58 s | Alexander Taubert | Allemagne        | 53 min 29 s  | 1 min 34 s   | 4 h 45 min 12 s | 1 min 40 s   | 2 h 57 min 02 s |
| 6        | 8 h 40 min 39 s | François Chabaud  | France           | 52 min 14 s  | 1 min 56 s   | 4 h 39 min 17 s | 1 min 14 s   | 3 h 05 min 57 s |
| 7        | 8 h 44 min 28 s | Markus Forster    | Allemagne        | 55 min 17 s  | 1 min 04 s   | 4 h 47 min 15 s | 1 min 21 s   | 2 h 59 min 29 s |
| 8        | 8 h 45 min 45 s | Mika Luoto        | Finlande         | 53 min 24 s  | 59 s         | 4 h 51 min 39 s | 41 s         | 2 h 59 min 00 s |
| 9        | 8 h 45 min 53 s | Cameron Widoff    | États-Unis       | 52 min 05 s  | 1 min 20 s   | 4 h 44 min 51 s | 1 min 02 s   | 3 h 06 min 33 s |
| 10       | 8 h 46 min 18 s | Olaf Sabatschus   | Allemagne        | 55 min 36 s  | 1 min 25 s   | 4 h 44 min 31 s | 4 min 26 s   | 3 h 00 min 18 s |
| Source : |                 |                   |                  |              |              |                 |              |                 |

### Femmes
| Pos.     | Temps           | Nom              | Pays             | Détail temps    | Détail temps | Détail temps    | Détail temps | Détail temps    |
| Pos.     | Temps           | Nom              | Pays             | Natation        | T1           | Cyclisme        | T2           | Course à pied   |
| -------- | --------------- | ---------------- | ---------------- | --------------- | ------------ | --------------- | ------------ | --------------- |
|          | 9 h 07 min 54 s | Natascha Badmann | Suisse           | 59 min 40 s     | 1 min 19 s   | 4 h 52 min 26 s | 1 min 29 s   | 3 h 12 min 58 s |
|          | 9 h 14 min 24 s | Nina Kraft       | Allemagne        | 53 min 27 s     | 1 min 25 s   | 5 h 06 min 15 s | 1 min 11 s   | 3 h 12 min 03 s |
|          | 9 h 22 min 27 s | Lori Bowden      | Canada           | 59 min 52 s     | 44 s         | 5 h 08 min 02 s | 4 min 14 s   | 3 h 09 min 32 s |
| 4        | 9 h 29 min 58 s | Heather Fuhr     | Canada           | 1 h 01 min 16 s | 1 min 07 s   | 5 h 18 min 24 s | 1 min 50 s   | 3 h 07 min 20 s |
| 5        | 9 h 31 min 38 s | Fernanda Keller  | Brésil           | 58 min 59 s     | 53 s         | 5 h 09 min 36 s | 3 min 54 s   | 3 h 18 min 14 s |
| 6        | 9 h 34 min 19 s | Lisa Bentley     | Canada           | 57 min 53 s     | 1 min 24 s   | 5 h 19 min 44 s | 1 min 20 s   | 3 h 13 min 56 s |
| 7        | 9 h 38 min 40 s | Kate Allen       | Autriche         | 57 min 31 s     | 1 min 55 s   | 5 h 13 min 04 s | 5 min 29 s   | 3 h 20 min 40 s |
| 8        | 9 h 42 min 08 s | Karin Thürig     | Suisse           | 1 h 13 min 00 s | 2 min 31 s   | 4 h 55 min 32 s | 1 min 22 s   | 3 h 29 min 42 s |
| 9        | 9 h 42 min 51 s | Sibylle Matter   | Suisse           | 55 min 24 s     | 2 min 20 s   | 5 h 15 min 07 s | 1 min 56 s   | 3 h 28 min 03 s |
| 10       | 9 h 42 min 57 s | Joanna Lawn      | Nouvelle-Zélande | 59 min 07 s     | 1 min 42 s   | 5 h 12 min 23 s | 59 s         | 3 h 28 min 45 s |
| Source : |                 |                  |                  |                 |              |                 |              |                 |